# Brachymeria integra
Brachymeria integra is een vliesvleugelig insect uit de familie bronswespen (Chalcididae). De wetenschappelijke naam is voor het eerst geldig gepubliceerd in 1844 door Haldeman.